# Waldemar Fegelein
Waldemar Fegelein, född den 9 januari 1912 i Ansbach, död den 20 november 2000 i Berlin, var en tysk Standartenführer i Waffen-SS. Han var yngre bror till Hermann Fegelein.
Under andra världskriget stred han vid flera tillfällen på östfronten och dekorerades med Riddarkorset av Järnkorset år 1943.

### Webbkällor
- Miller, Michael D. & Collins, Gareth. ”SS-Standartenführer & Oberstleutnant der Polizei, Schutzpolizei, Gendarmerie, & Feuerschutzpolizei (E–H)” (på engelska). Axis Biographical Research. Arkiverad från originalet den 28 juli 2012. https://www.webcitation.org/69VE66yXW?url=http://www.geocities.com/~orion47/SS-POLIZEI/SS-Staf_E-H.html. Läst 28 juli 2012.
- ”Standartenführer Waldemar Fegelein” (på tyska). Die Träger des Ritterkreuzes des Eisernen Kreuzes 1939–1945. Arkiverad från originalet den 28 juli 2012. https://www.webcitation.org/69VEFCJLS?url=http://www.das-ritterkreuz.de/index_search_db.php4?modul=search_result_det. Läst 28 juli 2012.